# Stagmomantis domingensis
Stagmomantis domingensis är en bönsyrseart som beskrevs av Palisot De Beauvois 1805. Stagmomantis domingensis ingår i släktet Stagmomantis och familjen Mantidae. Inga underarter finns listade i Catalogue of Life.